# Карл Австрийски
Карл Лудвиг Йохан Йозеф Лаурентиус Австрийски, Херцог на Тешен (на немски: Erzherzog Carl Ludwig Johann Joseph Laurentius von Österreich, Herzog von Teschen; * 5 септември 1771, Флоренция, Италия; † 30 април 1847, Виена, е австрийски ерцхерцог и херцог на Тешен, знаменит пълководец.
Властта над Тешенското херцогство наследява от дядо си, принц Алберт Саксонски, син на полския крал Август III, през 1822 г. Родоначалник на тешенския клон на Хабсбургската династия.

## Произход
Син е на император Леополд ІІ, 54-ти Велик магистър на Тевтонския орден, и Мария-Лудовика Бурбон-Испанска.

## Военна кариера
Своите бойни умения Карл показва още в началото на революционните войни, през 1792 и през 1796 г. командва Рейнската армия и действа успешно срещу французите. След загубите на австрийската армия в Италия той оглавява остатъка от тамошната армия, без да успее да овладее положението и скоро походът завършва с Леобенското примирие.
Във войната от 1799 г. предвожда австрийците по поречието на река Лех и след победата при Щоках принуждава маршал Журдан да отстъпи по Рейн. По-късните му успехи му осигуряват място в Придворния военен съвет.
През 1800 г., след австрийските поражения при Маренго и Хоенлинден, Карл се съгласява да командва разбитата армия. Той провежда успешно отстъпление и подписва примирие с французите, на което се основава Люневилския договор. През 1801 г. вече е председател на Придворния Хофкригсрат, но неговите реформи в австрийската военна система не успяват да изкоренят старите обичаи и духът на съсловността в армията.
През 1805 г., командвайки войските в Италия, се сражава при Калдиеро. През 1809 г., в началото на новата война с Наполеон, Карл е предводител на всички австрийски войски, но се смята, че неговият успех винаги е бил възпрепятстван от недостатъчните му твърдост и решителност. Винаги опитващ да постави братята си като предводители на отделните войскови, докато всички те са под негово командване Карл си навлича неодобрение в дворцовите среди. Победата му при Асперн все пак доказва способността му да надделее над наполеоновата войска, а след загубата при Ваграм водените от него австрийци отстъпват бързо и изкусно.
В походите от 1813 – 1814 г. Карл не участва.

## Семейство
През 1815 г. се жени за Хенриета фон Насау-Вайлбург (1797 – 1829), дъщеря на дъщеря на княз Фридрих Вилхелм фон Насау-Вайлбург. С нея имат шест деца:
- Мария-Тереза Австрийска, кралица на Двете Сицилии (1816 – 1867)
- Албрехт Австрийски (1817 – 1895)
- Карл Фердинанд Австрийски (1818 – 1874)
- Фридрих Фердинанд Леополд Австрийски (1821 – 1847)
- Вилхелм Франц Австрийски (1827 – 1894)

## Съчинения
Историческите съчинения на Карл са много ценни за военната литература. Недостатъкът на дидактическите му книги на военна тема е натрапчивата им едностранчивост. От неговите съчинения най-важни са:
- „Grunds ä tze der Strategie“ (описание на похода от 1796 г.);
- „Geschichte des Feldzuges v. 1799 in Deutschland u. in der Schweiz“.

По-голямата част от монографиите му са отпечатани в австрийския военен вестник под буква С.